# Club Deportivo Saquisilí
El Club Deportivo Saquisilí es un equipo de fútbol profesional de Saquisilí, Provincia de Cotopaxi, Ecuador. Fue fundado en 1982 y se desempeña actualmente en la Segunda Categoría de Ecuador, aunque en la actualidad debido a problemas institucionales no ha participado en este campeonato.
Está afiliado a la Asociación de Fútbol No Amateur de Cotopaxi.
Es, junto al Club Deportivo de la Universidad Técnica de Cotopaxi, uno de los dos equipos de fútbol cotopaxense que más años ha participado en la Segunda División, ya que de manera ininterrumpida desde el 2000 hasta el 2004 militó en la Serie B, logrando con ello representar a la provincia de Cotopaxi durante 5 años consecutivos.

## Historia
El Deportivo Saquisili nació en 1982 y se mantuvo hasta 1985, cuando desapareció por falta de dirigencia y medios económicos. Resurgió 12 años después en 1997, llegando a su máximo apogeo bajo la ayuda del Sr. Rodrigo Bustillos, mentalizador para la concepción del equipo. Cede la Presidencia del Club al Arq. Cipriano Arequipa, que fue presidente del club y director de Obras Públicas Municipales. En esta ocasión llegó al triangular final de segunda categoría de 1997. Lamentablemente no obtuvo un cupo para la Serie B por gol de diferencia que no le alcanzó.
La nueva administración municipal ha brindado todo su apoyo al Deportivo Saquisili, adecuando el estadio cantonal, que por primera vez ascendió a la Serie B en 1999.
Llegó a debutar en la Serie B en el año 2000. Lamentablemente no obtuvo un cupo para la Serie A por gol de diferencia en los años 2001 y 2003.
Para la temporada 2001 quedó en la memoria de los hinchas como la mejor campaña realizada por el club en toda su historia en la Serie B: 63 puntos. El equipo, con un plantel lleno de caras casi desconocidas, estuvo puntero al final de la primera etapa, peleando el título ante grandes clubes como Técnico Universitario, Deportivo Cuenca, y un invitado especial: Liga de Quito, quien disputaba su tercera temporada en este torneo en la historial. El equipo del encanto del Cotopaxi llegó a la última fecha ocupándose en el tercer puesto, pero una victoria ante Esmeraldas Petrolero por 3 a 2 provoca que finalice 3° en la tabla.
Para la temporada 2003 otra vez quedó en la memoria de los hinchas como la mejor campaña realizada por el club en toda su historia en la Serie B: 54 puntos. El equipo, con un plantel lleno de caras casi desconocidas, estuvo puntero al final de la primera etapa, peleando el título ante grandes clubes como Universidad Católica, Macará, y otro invitado especial: Olmedo, quien disputaba su octava temporada en este torneo en la historial. El equipo del encanto del Cotopaxi llegó a la penúltima fecha ocupándose en el tercer puesto, pero una derrota ante Delfín por goleada de 5 a 1 provoca otra vez que finalice 3° en la tabla y lo dejó afuera de las zonas de ascenso.
En el 2004 el equipo auriverde perdió la categoría.
En la actualidad se ha provisto de una sede con su respectivo mobiliario. La presencia del Alcalde del cantón y de los Concejales, empleados y trabajadores municipales, en todos los partidos jugados por el Deportivo Saquisili dentro y fuera de la provincia confiere mayor importancia a los partidos y es altamente valorada por la población.

## Palmarés

### Torneos nacionales
| Competición                      | Títulos | Subcampeonatos |
| -------------------------------- | ------- | -------------- |
| Segunda Categoría de Ecuador (1) | 1999.   |                |

### Torneos provinciales
| Competición                         | Títulos     | Subcampeonatos |
| ----------------------------------- | ----------- | -------------- |
| Segunda Categoría de Cotopaxi (2/1) | 1997, 1999. | 1998.          |

- Datos: Q5136220